# Vite-vite-de-barriga-amarela
Hylophilus hypoxanthus é uma espécie de ave da família Vireonidae.
Pode ser encontrada nos seguintes países: Bolívia, Brasil, Colômbia, Equador, Peru e Venezuela.
Os seus habitats naturais são: florestas subtropicais ou tropicais húmidas de baixa altitude.